# Округ Ајоско (Мичиген)
Ајоско (енгл. Iosco County) је округ у америчкој савезној држави Мичиген.

## Демографија
По попису из 2010. године број становника је 25.887, што је 1.452 (-5,3%) становника мање него 2000. године.
| Група             | 2000.          | 2010.          |
| Белци             | 26.327 (96,3%) | 24.710 (95,5%) |
| Афроамериканци    | 111 (0,4%)     | 122 (0,5%)     |
| Азијати           | 126 (0,5%)     | 126 (0,5%)     |
| Хиспаноамериканци | 269 (1,0%)     | 403 (1,6%)     |
| Укупно            | 27.339         | 25.887         |